# Старі Серби
Старі Серби́ (Альт-Серби, Старо-Нові серби, Серби) — село в Україні, в Звягельському районі Житомирської області. Населення становить 23 особи (2001). Входить до складу Ємільчинської селищної громади.
За повідомлення місцевих ЗМІ, у 2015 році помер останній мешканець села. Відтак у 2016 році у селі вже не проживало жодного мешканця.

## Історія
Колишня назва Старі-Нові Серби, німецька колонія Сербівської волості Новоград-Волинського повіту Волинської губернії. Відстань до повітового міста 28 верст, від волості 2 версти. Дворів 33. мешканців 252.